# Godyris kedema
Godyris kedema är en fjärilsart som beskrevs av William Chapman Hewitson 1854. Godyris kedema ingår i släktet Godyris och familjen praktfjärilar. Inga underarter finns listade i Catalogue of Life.

## Bildgalleri

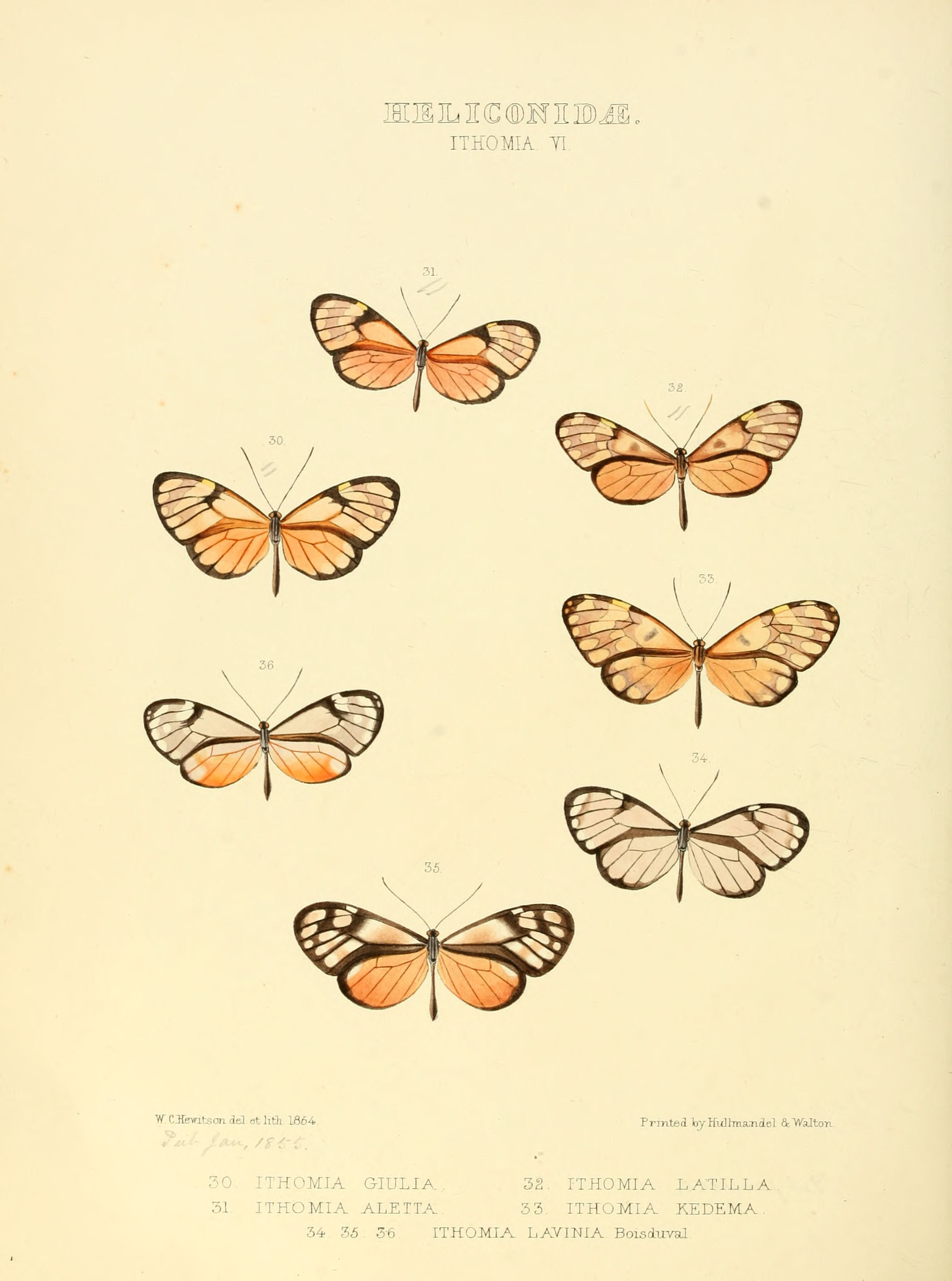